# بآفو تالفيلا

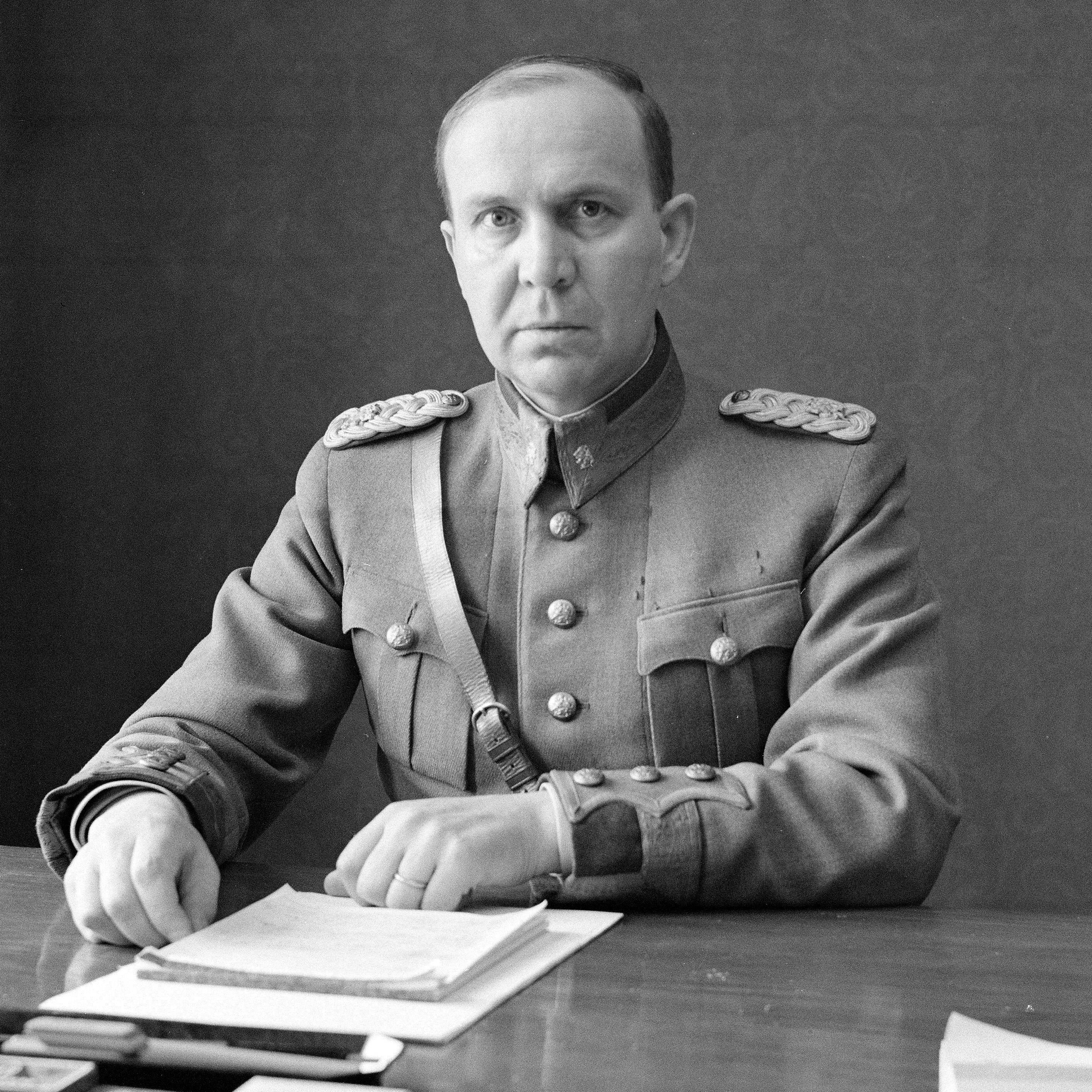
بآفو تالفيلا

بآفو تالفيلا (Paavo Talvela؛ ريف هلسنكي، 19 يناير 1897 - 30 سبتمبر، 1973) عسكري فنلندي وفارس لصليب مانرهايم. أحد المتطوعين الذين خدموا في الكتيبة يآكاري الفنلندية في ألمانيا في عام 1916 حتى 1917. كان قائد كتيبة في الحرب الأهلية الفنلندية. شارك في بعثة أونوس في 1919 كقائد عام.
خلال حرب الشتاء (1939—1940)، قاد تالفيلا «مجموعة تالفيلا» التي شاركت في معركة تولفايارفي - أغلايارفي. ولانتصاره فيها تمت ترقيته إلى رتبة ميجر جنرال في ديسمبر 1939، وهي أول ترقية إلى رتبة جنرال خلال الحرب. في فبراير 1940 تولى تالفيلا قيادة الفيلق الفنلندي الثالث في البرزخ الكاريلي. عاد تالفيلا بانتهاء الحرب في 13 مارس 1940 إلى الحياة المدنية. إلا أنه بمجرد تحسن العلاقات الفنلندية الألمانية خدم في بعثات شبه رسمية إلى ألمانيا في أواخر 1940.
أوائل حرب الاستمرار قاد تالفيلا الفيلق الفنلندي السادس في كاريليا. من يناير 1942 لمـّا رُقـّي إلى رتبة فريق حتى فبراير 1944، كان تالفيلا الممثل الفنلندي لدى القيادة العليا الألمانية. وعندما عاد في فنلندا، قاد تالفيلا أولا الفيلق الفنلندي الثاني في كاريليا الشمالية حتى يونيو 1944 عندما تولى قيادة مجموعة أونوس. في يوليو 1944 أُرسل تالفيلا من جديد إلى ألمانيا، حيث بقي حتى أبرمت فنلندا الصلح مع الاتحاد السوفياتي في أوائل أيلول سبتمبر 1944. عندما كان على وشك الرجوع إلى فنلندا، طلب هاينريش هملر منه أن يصبح رئيس الفصيل الموالي لألمانيا في فنلندا، و رفض تالفيلا بصورة قاطعة.
بعد الحرب قضى تالفيلا بعض السنوات في أمريكا الجنوبية ممثلا لصناعة الورق الفنلندية حتى العودة إلى فنلندا. تمت ترقيته إلى فريق أول للمشاة عند التقاعد في 1966.
كان تالفيلا قائد ماهراً وشرساً جداً في الوضع الهجومي، ولكنه كان أقل ملاءمة في القتال الدفاعي. وكان عرضة لنوبات انفعال وغرور غاضبة و جعله عناده مرؤوساً صعبة للغاية. كان أداؤه على أفضل وجه عندما يـُعطى أوامر مستقلة. مـُنح تالفيلا صليب مانرهايم في 1941.